# Seleção Irlandesa de Rugby Sevens Feminino
A Seleção Irlandesa de rugby sevens representa a Irlanda nos torneios de rugby sevens. A equipe é governada pela Irish Rugby Football Union (IRFU) e compete pela Série Mundial Feminina de Rugby Sevens, Copa do Mundo de Rugby Sevens, Jogos Olímpicos e Jogos Europeus.

## História
A Irlanda competiu pela primeira vez na Série Mundial Feminina de Rugby Sevens como uma equipe convidada em 2012–13. Elas participaram do China Women's Sevens de 2013 e venceram a competição Plate. Depois de terminar como quartas de final na Copa do Mundo de Rugby Sevens de 2013, a Irlanda se classificou para ser uma equipe principal em 2013–14. A Irlanda não participou em 2014–15, mas retornou como equipe principal em 2015–16 depois de terminar como vice-campeã do Japão em um torneio de qualificação realizado no UCD Bowl em agosto de 2015. A Irlanda permaneceu como equipe principal para 2016–17 e 2017–18. A equipe nunca ganhou uma Copa em nenhum dos torneios da Série, mas ganhou Troféus, Placas e Taças de Desafio. O melhor desempenho da Irlanda na Série ocorreu em 2016–17, quando terminou em nono lugar geral e conquistou suas primeiras vitórias contra Fiji, Inglaterra e França. Em abril de 2017, Sene Naoupu marcou três tentativas na vitória da Irlanda no Challenge Trophy no Japan Women's Sevens de 2017, derrotando a Espanha por 26–7 na final. Em 2016 e 2017, eles também ganharam dois Troféus Challenge consecutivos no Dubai Women's Sevens.

## Desempenho

### Jogos Olímpicos
Em sua tentativa de se classificar para os Jogos Olímpicos de Verão de 2016, a Irlanda competiu em uma série de torneios de qualificação, incluindo o Campeonato Europeu de Sevens Feminino de Rugby de 2015, o Torneio de Repescagem Olímpica de Sevens Feminino de Rugby Europeu de 2015 e o Torneio de Repescagem Olímpica de Sevens Feminino de Rugby Mundial de 2016. No entanto, elas não tiveram sucesso em sua tentativa de se qualificar.
A equipe se classificou automaticamente para os Jogos Olímpicos de Verão de 2024 em 24 de maio de 2023, com uma vitória por 10 a 5 sobre Fiji.
| Ano   | Resultado          | Pos                | J                  | V                  | E                  | D                  |                    |
| ----- | ------------------ | ------------------ | ------------------ | ------------------ | ------------------ | ------------------ | ------------------ |
| 2016  | Não se classificou | Não se classificou | Não se classificou | Não se classificou | Não se classificou | Não se classificou | Não se classificou |
| 2020  | Não se classificou | Não se classificou | Não se classificou | Não se classificou | Não se classificou | Não se classificou | Não se classificou |
| 2024  | Quartas de final   | 8                  | 6                  | 1                  | 0                  | 5                  |                    |
| Total | 0 títulos          | 0/3                | 6                  | 1                  | 0                  | 5                  |                    |

### Copa do Mundo
A Irlanda fez sua estreia na Copa do Mundo de Rugby Sevens no torneio de 2013. Elas se classificaram depois de terminar em sexto lugar no Sevens Women Grand Prix Series de 2012. A equipe foi capitaneada por Claire Molloy e chegou às quartas de final, terminando em sétimo lugar geral.
A seleção feminina sevens e union costumam usar o mesmo conjunto de jogadoras. Por exemplo, a equipe do Campeonato Feminino das Seis Nações de 2018 incluiu nove internacionais de rugby sevens. Isto ocasionalmente levou a conflitos de interesse. Em fevereiro de 2017, Sene Naoupu, Alison Miller e Hannah Tyrrell foram controversamente retiradas da seleção irlandesa do Campeonato Feminino das Seis Nações de 2017 para representar o Ireland Sevens no USA Women's Sevens de 2017. O raciocínio por trás dessa decisão foi que o Ireland Sevens estava perseguindo um resultado entre os oito primeiros na World Rugby Women's Sevens Series 2016–17, a fim de se qualificar para a Copa do Mundo de Rugby Sevens de 2018. A Irlanda terminou em nono lugar na Série, mas posteriormente se classificou para a Copa do Mundo depois de terminar em terceiro na Série Grande Prêmio de Sevens Feminino de Rugby Europeu de 2017.
| 2009  | Não se classificou | Não se classificou | Não se classificou | Não se classificou | Não se classificou | Não se classificou | Não se classificou |
| 2013  | Semifinais         | 7                  | 5                  | 2                  | 0                  | 3                  |                    |
| 2018  | Rodada final       | 6                  | 4                  | 2                  | 0                  | 2                  |                    |
| 2022  | Rodada final       | 7                  | 4                  | 2                  | 0                  | 2                  |                    |
| Total | 0 títulos          | 0/8                | 13                 | 6                  | 0                  | 7                  |                    |